# كوبرا سبورت
كوبرا سبورت هو نادي كرة سلة جنوب سوداني من مدينة جوبا، تأسس النادي في عام 2017.